# Yakult

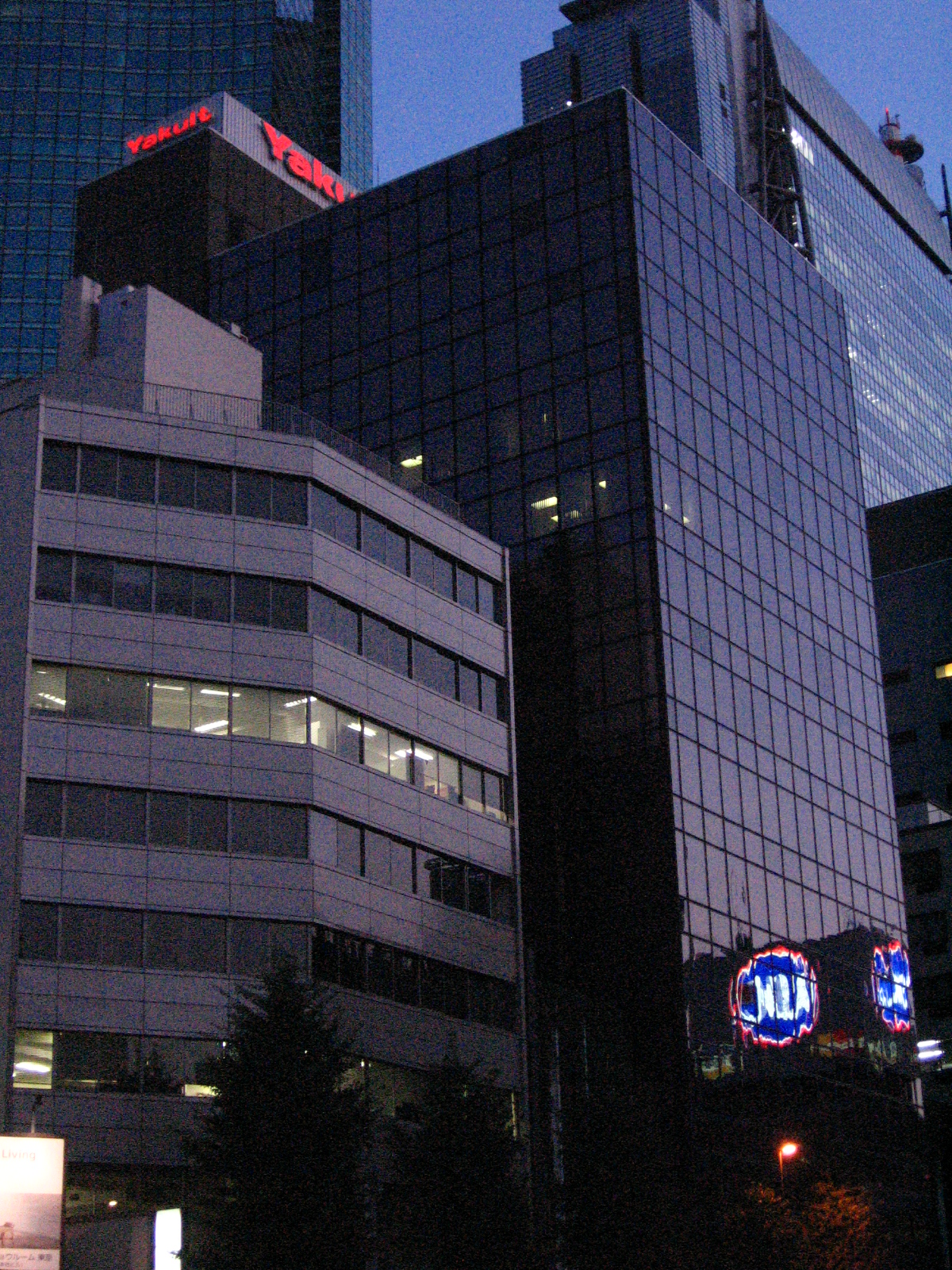
Sede Internacional da Yakult

Yakult (em japonês: ヤクルト; romaniz.: Yakuruto) é uma empresa multinacional japonesa. Seu principal produto é o leite fermentado, muito consumido em todo o mundo. O nome "Yakult" deriva de "jahurto", que significa iogurte em esperanto.

## Produto

### Ingredientes
Yakult é vendido em frascos de 65 mL. Os ingredientes são água, leite desnatado, xarope de glicose-frutose, sacarose, aroma cítrico e bactérias vivas Lactobacillus paracasei Shirota.  A cepa foi originalmente classificada como Lactobacillus casei, mas em 2008 foi reclassificada como pertencente a L. paracasei.
Yakult é preparado adicionando glicose e glicina a leite desnatado, e aquecendo a mistura a 90 a 95 °C por cerca de 30 minutos. Depois de deixar arrefecer a 45 °C, a mistura é inoculada com os lactobacilos e incubada durante 6 a 7 dias a 37 a 38 °C. Após a fermentação, são adicionados água, açúcar, gomas e ácido láctico.

### Alegações de saúde
Em 2006, um painel nomeado pelo Netherlands Nutrition Centre para avaliar uma solicitação de marketing da Yakult descobriu que existem evidências suficientes para justificar alegações de que beber pelo menos uma garrafa de Yakult por dia pode ajudar a melhorar os movimentos intestinais em pessoas que tendem a ser prisão de ventre e podem ajudar a manter uma população saudável de flora intestinal.
Em 2010, um painel da EFSA negou um pedido da empresa para comercializar a Yakult como mantendo as defesas do trato respiratório superior contra patógenos (em outras palavras, proteção contra doenças como o resfriado comum), por considerar a alegação não apoiada por evidências científicas.
Em 2013, a Autoridade de Normas de Publicidade do Reino Unido (Advertising Standards Authority, Autoridade de Padrões de Publicidade) não permitiu a divulgação de um anúncio da Yakult em resposta a uma queixa. Descobriu que, embora houvesse evidência suficiente para a alegação de que "um número significativo de Lactobacillus sobreviveu ao trânsito para o intestino [após o consumo de Yakult]", o anúncio fez alegações de benefícios gerais de saúde sem fornecer uma alegação específica e referenciada como requerido.